# 米亞斯谷

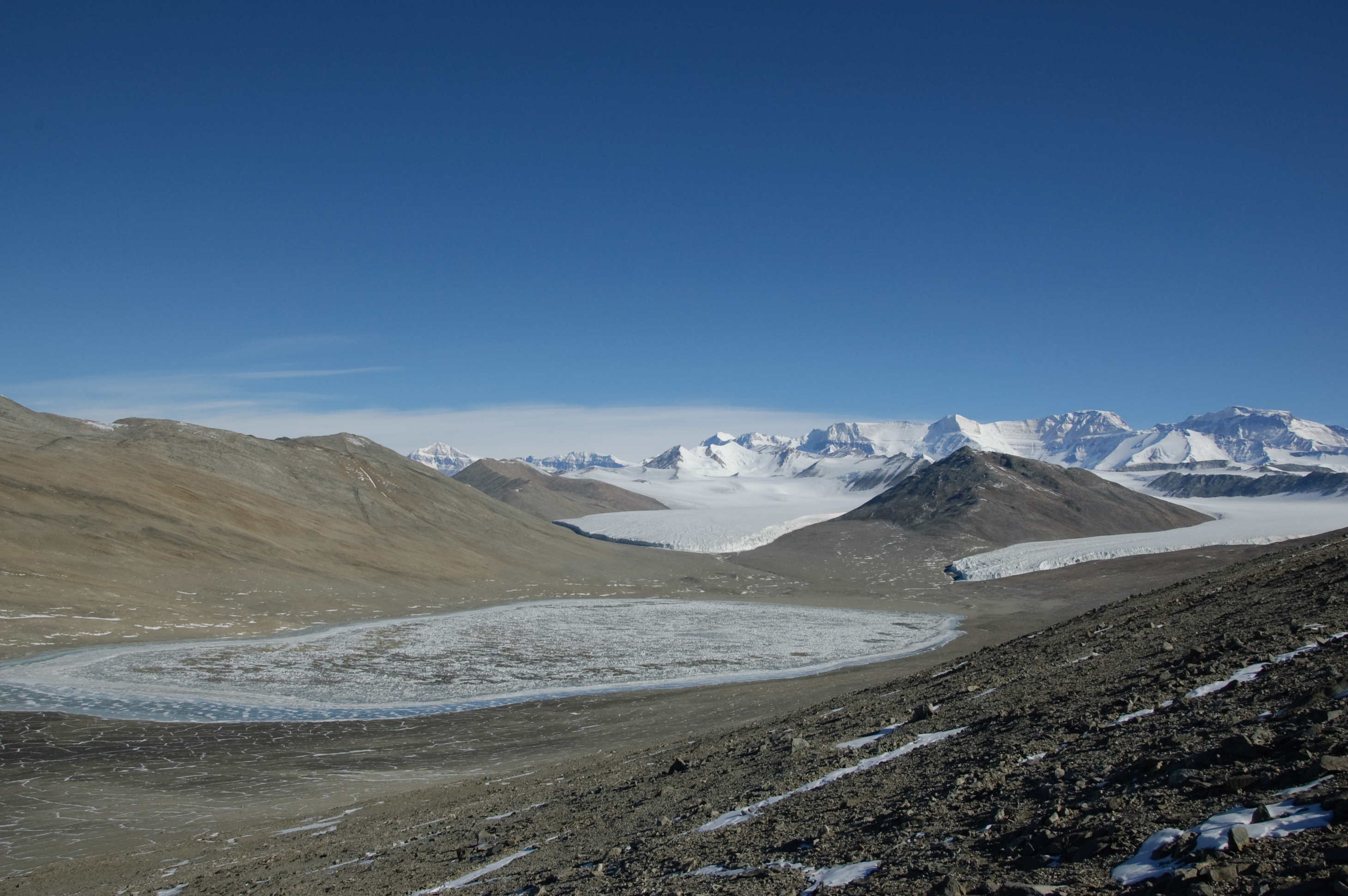

78°6′S 164°0′E / 78.100°S 164.000°E
米亞斯谷（英語：Miers Valley）是南極洲的山谷，位於維多利亞地，處於開特利茲冰川以西，該山谷是以英國自然史博物館的海洋生物學家命名。